# Великий инквизитор (фильм)
«Великий инквизитор» (англ. Witchfinder General, дословно — Генеральный Ведьмолов) — исторический фильм ужасов 1968 года режиссёра Майкла Ривза. Фильм известен также под названиями: «Убийца ведьм» и «Главный ведьмолов». В США для поддержания ассоциации с популярной у зрителей франшизой Роджера Кормана по Эдгару Аллану По фильм шёл под названием «Червь-завоеватель». Экранизация произведения Роналда Бассетта. Премьера фильма состоялась 14 августа 1968 года.

## Сюжет
Действие фильма происходит в Англии 1645 года. Мэтью Хопкинс (Винсент Прайс) является официальным ведьмоловом и вместе со своим напарником Стерном (Роберт Рассел) истребляет ведьм и другую нечисть, а также тех, кто имеет к ней отношение, за что получает внушительные деньги из государственной казны. Однажды Мэтью получает сведения, что Джон Лоу (Руперт Дейвис), пастор одной из деревень, связан с нечистой силой. Соответственно Мэтью и Стерн начинают пытать пастора для получения от него признания. Сара (Хилари Хит), дочь пастора, просит больше не пытать отца ввиду того, что она всё расскажет. Тогда пастора бросают в подвал, а его дочь становится объектом сексуальных утех Хопкинса и Стерна. Удовлетворив свою похоть, инквизиторы казнят пастора. Вскоре к Саре приезжает её возлюбленный — солдат армии Оливера Кромвеля по имени Ричард (Иэн Огилви) — и всё узнаёт. Он обещает отомстить, однако инквизиторы захватывают его, привязывают и заставляют смотреть запись того, как они истязают Сару, пытаясь добиться признания, что она ведьма. Ричарду удаётся освободиться, он ранит Стерна и убивает топором Хопкинса. В это время двери подвала взламывают друзья Ричарда и видят раскрывшуюся перед ними картину насилия.

## В ролях
| Актёр         | Роль                      |
| ------------- | ------------------------- |
| Винсент Прайс | Мэтью Хопкинс             |
| Иэн Огилви    | Ричард Маршалл            |
| Руперт Дейвис | Джон Лоу                  |
| Хилари Хит    | Сара Лоу                  |
| Роберт Рассел | Джон Стерн                |
| Никки Хенсон  | кавалерист Роберт Своллоу |
| Тони Шелби    | Том Сэлтер                |
| Бернард Кэй   | рыбак                     |
| Годфри Джеймс | Уэбб                      |
| Майкл Бейнт   | капитан Гордон            |